# Liebegg (Adelsgeschlecht)

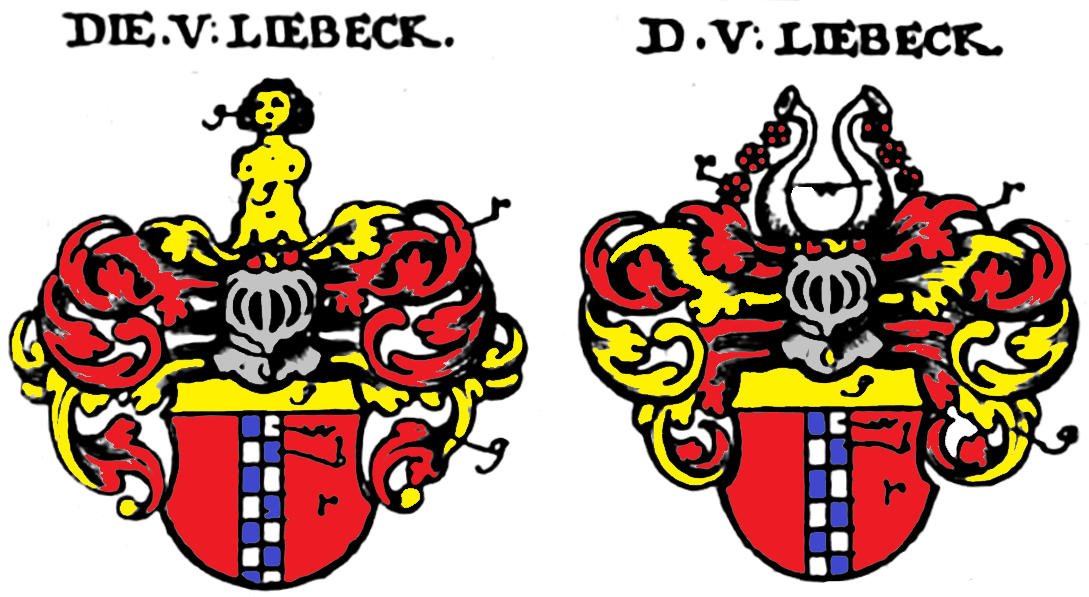
Wappen derer von Liebegg (Liebeck) in Siebmachers Wappenbuch (nachkoloriert)

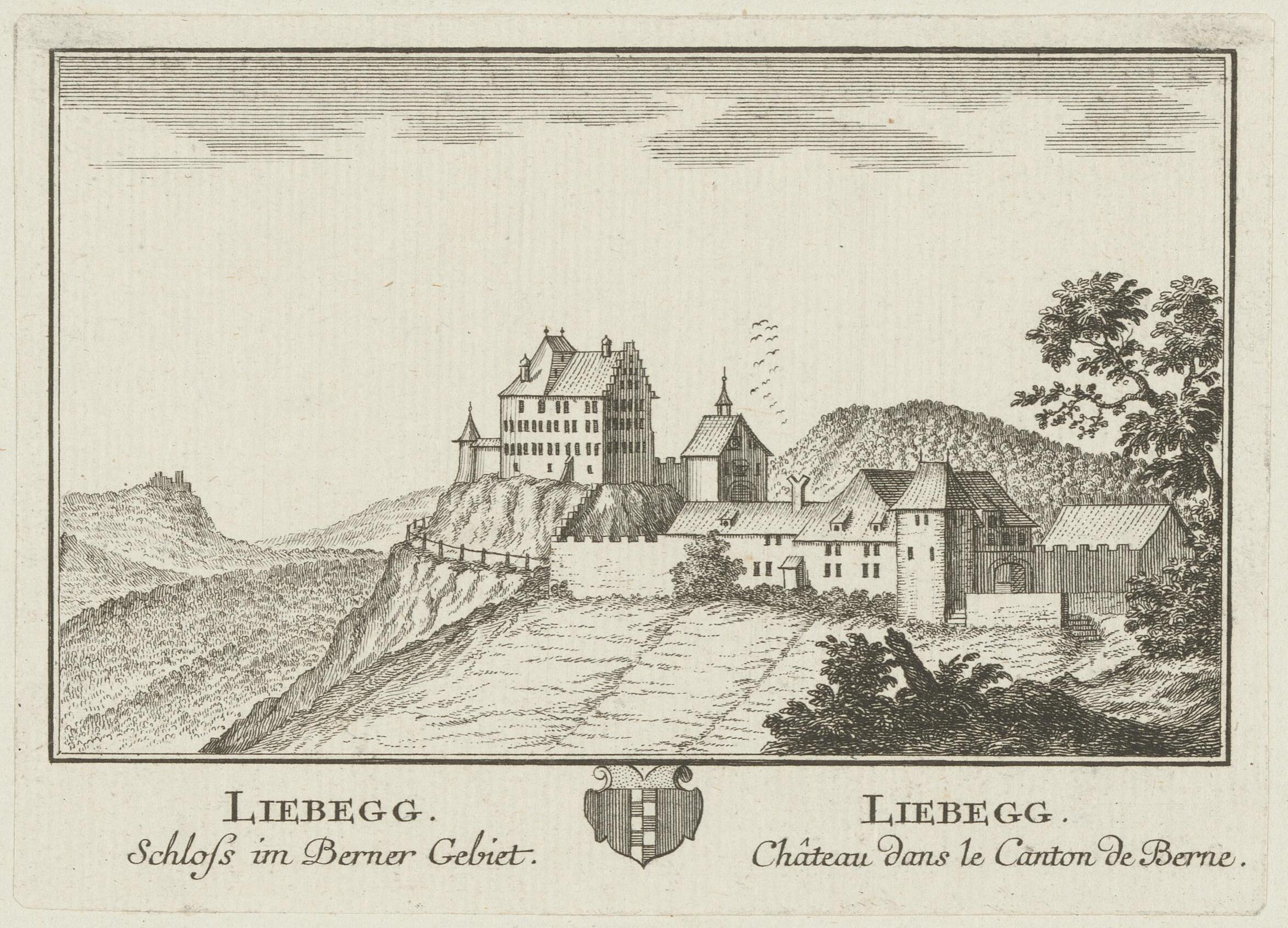
Burg Liebegg, 1755

Die Herren von Liebegg (auch Liebeck) waren ein ritteradliges Geschlecht im Dienst der Kyburger und Habsburger. Ihre Stammburg war die Burg Liebegg im Süden von Gränichen im heutigen Kanton Aargau.

## Geschichte
Vermutlich waren die Liebegger mit den Herren von Trostberg stammesverwandt. Erstmals wird 1241 ein Burkhard von Liebegg urkundlich erwähnt. Rudolf († 1332), ein Sohn des Ritters Arnold wurde 1320 Domherr in Konstanz und im folgenden Jahr Propst des Kollegiatstifts St. Pelagius in Bischofszell. Als lateinischer Dichter ist er der bedeutendste Vertreter des Geschlechts. Hemman von Liebegg wurde 1382 erstmals erwähnt und überlebte 1386 die Schlacht bei Sempach. Er hielt seine Twingherrschaft und konnte sich auch später erfolgreich den Eidgenossen widersetzen. Mit seinem Tod erlosch 1433 die Linie im Mannesstamm. Den Mit der Heirat seiner Tochter und Erbin Margaretha ging der Familienbesitz an die von Luternau über.
Zur Herrschaft Liebegg gehörten das Dorf Gränichen, die Burg und Herrschaft Schöftland, die Niedergerichte über Birrwil sowie die Kirchensätze in Schöftland und Birrwil. Von der ehemaligen Doppelburg Liebegg sind nach jüngerer Überbauung kaum mehr Spuren erhalten.

## Wappen
Blasonierung: In Rot mit goldenem Schildhaupt ein in zwei Reihen von Blau und Silber geschachter Pfahl. Auf dem Helm mit rot-goldenen Helmdecken eine nackte goldene Frau ohne Arme (oder zwei silberne Büffelhörner jedes außen von drei roten Rosen begleitet).  

## Belege
1. ↑  Christian Folini: von Liebegg. In: Historisches Lexikon der Schweiz.  21. Januar 2008.
2. ↑  Rolf Bolliger und Markus Widmer-Dean: Trostburg – Liebegg. Verlag Widmer-Dean, Menziken 2005. ISBN 978-3-9522927-2-3.
3. ↑  Hans Walti: Liebegg. In: Historisches Lexikon der Schweiz.  27. November 2008.